# Barão de Ponte da Barca
Barão de Ponte da Barca é um título nobiliárquico criado por D. Maria II de Portugal, por Decreto de 16 de Dezembro de 1845, em favor de Jerónimo Pereira de Vasconcelos, que depois 1.° Visconde de Ponte da Barca.
Titulares
1. Jerónimo Pereira de Vasconcelos, 1.° Barão e 1.° Visconde de Ponte da Barca.